# Le Mazis
Le Mazis é uma comuna francesa na região administrativa de Altos da França, no departamento de Somme. Estende-se por uma área de 3,8 km². Em 2010 a comuna tinha 107 habitantes (densidade: 28,2 hab./km²).